# راي إل. سميث
راي إل. سميث (بالإنجليزية: Ray L. Smith)‏ هو ضابط أمريكي، ولد في 1946.